# Xinjiang (1911-1944)
Sinkiang (in Cinese: 新疆), era il nome di uno stato cinese nato dopo la Rivoluzione Cinese del 1911 sotto la dittatura militare di Sheng Shicai alleato dell'Unione Sovietica durante l'Invasione sovietica dello Xinjiang. Lo stato dissolto dopo la Ribellione islamica nello Xinjiang del 1937.